# 1664 en littérature
| Années de la littérature : 1661 - 1662 - 1663 - 1664 - 1665 - 1666 - 1667    |
| Décennies de la littérature : 1630 - 1640 - 1650 - 1660 - 1670 - 1680 - 1690 |

Cet article présente les faits marquants de l'année 1664 en littérature.

## Événements
- 12 mai : représentation du premier Tartuffe ou l’Imposteur (en trois actes) de Molière[1].
- Juin : premier numéro de la Gazzetta di Mantova, un journal italien publié à Mantoue[2].

- Brouille de Bussy-Rabutin avec Mme de La Baume au sujet du manuscrit de l'Histoire amoureuse des Gaules, dont elle a diffusé des copies. Le 23 mai, le roi se plaint à Fontainebleau à Le Tellier des moqueries de Bussy envers des personnes qu'il aime[3]. Le 27 juin, le bruit court que vont être publiées en Hollande des Annales amoureuses de France, mettant en cause des membres de la famille royale (lettre du lieutenant de police La Reynie)[4]. Rassuré par Saint-Aignan, le roi fait confiance à Bussy et lui fait demander ses Maximes d'amour. Il veut les lire en tête-à-tête avec Mademoiselle de La Vallière[5].

- Louis XIV commence la rédaction des Mémoires pour l'instruction du dauphin, dictées au président du Parlement Octave de Prérigny, puis remaniées par Paul Pellisson en 1671. Elles portent sur les années 1661-1662 et 1666-1668[6].

## Parutions

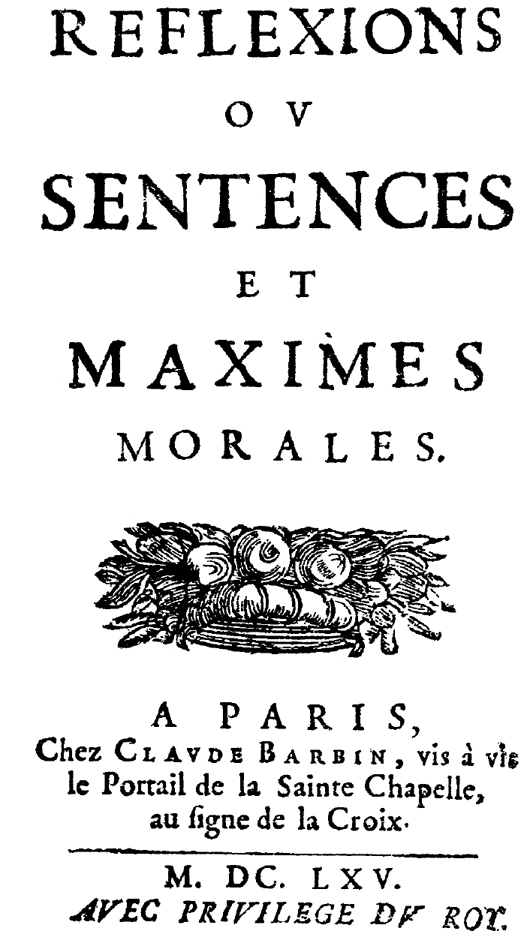
Maximes de La Rochefoucauld

- 7 janvier : achevé d'imprimer du récit de voyage de Jean de Thévenot, Relation d'un voyage fait au Levant, Paris, Louis Bilaine, 1664 (présentation en ligne)

- 27 octobre : achevé d'imprimer des Réflexions ou sentences et maximes morales,  de La Rochefoucauld, à Paris, chez Barbin[7]. Il y en a plusieurs tirages, avec de légères variantes (317 maximes). On en compte six éditions de 1665 à 1678.
- 10 décembre : achevé d'imprimer de la première édition du recueil de Jean de La Fontaine, Nouvelles en vers tirée de Bocace et de l'Arioste, Paris, Claude Barbin, 1665 (présentation en ligne), contenant le Cocu battu et content[7]. Le privilège est du 14 janvier 1664[8].

- Charles Sorel, La bibliothèque françoise, Paris, Compagnie des libraires du Palais, 1664 (présentation en ligne).

## Décès
- 26 juin : Herman Frederik Waterloos, poète néerlandais (° 1625).
- 17 novembre : Nicolas Perrot d'Ablancourt, traducteur et prosateur français (° 1606),